# Ramsthal
Ramsthal ist eine Gemeinde und ein Weinort im unterfränkischen Landkreis Bad Kissingen. Die Gemeinde ist Mitglied der Verwaltungsgemeinschaft Euerdorf.

## Geografie
Der Weinort liegt in einem Seitental der Fränkischen Saale, in der Nähe der Kurstadt Bad Kissingen. Südöstlich in der Gemarkung befindet sich ein aufgelöster Muschelkalkbruch, der heute Geotop ist.
Außer dem Hauptort gibt es keine weiteren Gemeindeteile.

## Name

### Etymologie
Das Grundwort im Namen Ramsthal ist das mittelhochdeutsche Wort tal, das Tal bedeutet. Als Erklärung des Bestimmungswortes werden zwei mögliche Theorien genannt:
- Möglicherweise steckt die kontrahierte Form des alten Personennamens Rhaban im Ortsnamen.[4] Als Erklärung ergibt sich daraus Tal des Rhaban.
- In Frage kämen auch die mittelhochdeutschen Genitivformen von Widder oder rams (Bärlauch).[4] Als Erklärung würde sich hieraus Widdertal oder Bärlauchtal ergeben.

### Frühere Schreibweisen
Frühere Schreibweisen des Ortes aus diversen historischen Karten und Urkunden:
- 1150 „Ramestal“
- 1386 „Ramstal“
- 1412 „Ramsthal“

## Geschichte

### Bis zur Gemeindegründung
Das ehemalige Amt des Hochstiftes Würzburg, das zum Fränkischen Reichskreis gehörte, wurde nach der Säkularisation 1803 zugunsten Bayerns 1805 Erzherzog Ferdinand von Toskana zur Bildung des Großherzogtums Würzburg überlassen und fiel mit diesem 1814 endgültig an Bayern. Im Zuge der Verwaltungsreformen in Bayern entstand mit dem Gemeindeedikt von 1818 die heutige Gemeinde.

### Einwohnerentwicklung
| Jahr | Einwohner |
| ---- | --------- |
| 1961 | 0972      |
| 1970 | 1116      |
| 1987 | 1105      |
| 1991 | 1106      |
| 1995 | 1148      |
| 2000 | 1160      |
| 2004 | 1211      |
| 2005 | 1201      |
| 2010 | 1163      |
| 2015 | 1093      |
| 2016 | 1098      |
| 2020 | 1092      |
| 2022 | 1111      |

## Politik

### Bürgermeister
Seit 1. Mai 2020 ist Rainer Morper (Aktiver Bürgerblock und Interessengemeinschaft Ramsthal) Erster Bürgermeister; dieser wurde in der Stichwahl am 15. März 2020 mit 52,1 % der Stimmen gewählt. Dessen Vorgänger war von Mai 2014 bis April 2020 Alfred Gündling (CSU).

### Gemeinderat
Die Kommunalwahl 2020 ergab folgende Besetzung im Gemeinderat:
- CSU: 4 Sitze
- Aktiver Bürgerblock und Interessengemeinschaft Ramsthal: 6 Sitze
- Ramsthaler Liste: 2 Sitze

### Wappen
| Wappen Gde. Ramsthal | Blasonierung: „In Rot eine eingeschweifte silberne Spitze, darin eine blaue Traube mit grünen Blättern; vorne eine goldene Mitra, hinten zwei goldene Schräglinksbalken.“ |
| Wappen Gde. Ramsthal | Wappenbegründung: Die Bedeutung des Weinbaus in der Gemeinde wird im Wappen durch die blaue Traube symbolisiert. Die goldene Mitra weist auf das Benediktinerkloster Aura an der Saale hin, das im 11. Jahrhundert von Bischof Otto von Bamberg gegründet und 1564 wieder aufgelöst wurde. 1122 wurde die Gemeinde im Zusammenhang mit einer Schenkung an dieses Kloster erstmals erwähnt. Die Schrägbalken stammen aus dem Wappen der Herrn von Hutten, sie hatten zwischen dem 15. und 17. Jahrhundert Herrschaftsrechte im Gemeindegebiet. Das Wappen wurde von der Regierung von Unterfranken am 23. Juni 1971 verliehen. |

## Wirtschaft und Infrastruktur

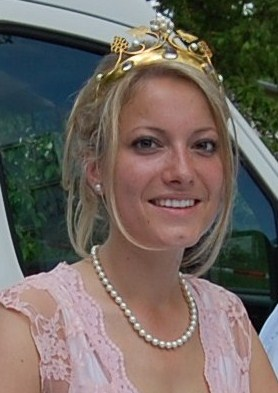
Melanie Unsleber aus Ramsthal
(Fränkische Weinkönigin 2010/11)

Im Jahr 2017 betrugen die Gemeindesteuereinnahmen 750.000 Euro, davon waren 125.000 Euro Gewerbesteuereinnahmen (netto) und 520.000 Euro Einkommensteuerbeteiligung.

### Wirtschaft einschließlich Land- und Forstwirtschaft
Im Jahr 2017 gab es in der Gemeinde 59 sozialversicherungspflichtige Arbeitsplätze. Von der Wohnbevölkerung standen 469 Personen in einem versicherungspflichtigen Beschäftigungsverhältnis. Damit war die Zahl der Auspendler um 410 Personen größer als die der Einpendler. 16 Einwohner waren arbeitslos. 2016 gab es 14 landwirtschaftliche Betriebe. Bedeutend für Ramsthal ist auch der Weinbau, der sehr viele Gäste in die Gemeinde führt.

### Bildung
Es gibt folgende Einrichtung (Stand: 2021):
- Eine Kindertageseinrichtung mit 50 Plätzen und 34 betreuten Kindern
- Einen Waldkindergarten mit 20 Plätzen

Volks- oder weiterführende Schulen bestehen in der Gemeinde nicht.

## Videos
- Imagefilm Ramsthal (2017)
- Ein Gemeinde-Projekt von NATURSTROM: Bau eines Windparks in Ramsthal! (2016)
- Großer Empfang für Melanie Unsleber (2010)
- Melanie Unsleber ist neue Fränkische Weinkönigin (2010)